# Tercera Federación - Grupo XVIII 2023-24
La temporada 2023-24 del Grupo XVIII de la Tercera Federación de fútbol comenzó el 9 de septiembre de 2023 y finalizó el 12 de mayo de 2024. Posteriormente, se disputó la promoción de ascenso entre el 19 de mayo y el 9 de junio en su fase territorial, y para finalizar en su fase nacional entre el 16 y 23 de mayo. Se trata de la tercera edición tras la restructuración de las categorías no profesionales por parte de la RFEF a causa de la pandemia global causada por el Coronavirus; y es la quinta categoría a nivel nacional.

## Sistema de competición
Participan dieciocho clubes encuadrados en un único grupo. Se enfrentan todos contra todos en dos ocasiones -una en campo propio y otra en campo contrario- durante un total de 34 jornadas. El orden de los encuentros se decide por sorteo antes de empezar la competición. La Federación de Fútbol de Castilla-La Mancha es la responsable de designar las fechas de los partidos y los árbitros de cada encuentro, reservando al equipo local la potestad de fijar el horario exacto de cada encuentro.
Una vez finalizada la competición, el primer clasificado asciende directamente a Segunda Federación y se proclama campeón de Tercera Federación.
Los clasificados entre el segundo y el quinto lugar disputan un Play Off territorial en formato de eliminatorias a doble partido ida y vuelta. En caso de empate el vencedor de la eliminatoria es el equipo mejor clasificado. El equipo vencedor de este Play Off se clasifica a la Promoción de ascenso a Segunda Federación que tiene carácter de final interterritorial.
Los tres últimos clasificados descienden directamente a Primera Autonómica Preferente. Puede haber más descensos por arrastre provocados por descensos de superior categoría.

## Ascensos y descensos en la pasada temporada 2022-2023
| Pos. | Ascendidos a 2ª Federación |
| ---- | -------------------------- |
| 1º   | C. D. Manchego Ciudad Real |
| 2º   | C. D. Illescas             |

| Pos. | Descendidos de 2.ª Federación |
| ---- | ----------------------------- |
| 17º  | U. D. Socuéllamos             |

| Pos.  | Ascendidos de Primera Autonómica Preferente |
| ----- | ------------------------------------------- |
| 1º G1 | Atlético Albacete                           |
| 1º G2 | C. D. Cazalegas                             |
| 2º G1 | C. D. Huracán de Balazote                   |
| 3º G1 | A. D. San Clemente                          |

| Pos. | Descendidos a Primera Autonómica Preferente |
| ---- | ------------------------------------------- |
| 16.º | C. F. Talavera de la Reina "B"              |

## Equipos

### Listado de equipos
| Equipo                            | Localidad               | Estadio                          | Capacidad |
| --------------------------------- | ----------------------- | -------------------------------- | --------- |
| Atlético Albacete                 | Albacete                | Ciudad Deportiva Andrés Iniesta  | 3.000     |
| C. D. Atlético Tomelloso          | Tomelloso               | Municipal Paco Gálvez            | 4.000     |
| C. D. Azuqueca                    | Azuqueca de Henares     | San Miguel                       | 2.000     |
| Calvo Sotelo de Puertollano C. F. | Puertollano             | El Cerrú                         | 8.240     |
| C. D. Cazalegas                   | Cazalegas               | Ciudad Deportiva Ébora Formación | 800       |
| U. B. Conquense                   | Cuenca                  | La Fuensanta                     | 6.700     |
| C. D. Huracán de Balazote         | Balazote                | Municipal de Balazote            | 500       |
| C. F. La Solana                   | La Solana               | La Moheda                        | 2.000     |
| C. D. Marchamalo                  | Marchamalo              | La Solana                        | 2.000     |
| C. D. Quintanar del Rey           | Quintanar del Rey       | San Marcos                       | 2.800     |
| A. D. San Clemente                | San Clemente            | Municipal de San Clemente        |           |
| U. D. Socuéllamos C. F.           | Socuéllamos             | Estadio Paquito Giménez          | 2.500     |
| C. D. Tarancón                    | Tarancón                | Municipal de Tarancón            | 1.500     |
| C. D. Toledo                      | Toledo                  | Salto del Caballo                | 5.500     |
| C. D. Torrijos                    | Torrijos                | Municipal San Francisco          | 2.500     |
| C. D. Villacañas                  | Villacañas              | Las Pirámides                    | 2.000     |
| C. P. Villarrobledo               | Villarrobledo           | Campo Nuevo Municipal            | 1.000     |
| Villarrubia C. F.                 | Villarrubia de los Ojos | Nuestra Señora de la Caridad     | 5.500     |

| At. Albacete At. Tomelloso Azuqueca Calvo Sotelo Conquense Cazalegas Huracán La Solana Marchamalo Quintanar San Clemente Socuéllamos Tarancón Toledo Torrijos Villacañas Villarrobledo Villarrubia |

### Equipos por Provincia
| N.º | Provincia   | Equipos                                                                |
| --- | ----------- | ---------------------------------------------------------------------- |
| 5   | Ciudad Real | Atlético Tomelloso, Calvo Sotelo, La Solana, Socuéllamos y Villarrubia |
| 4   | Toledo      | Cazalegas, Toledo, Torrijos y Villacañas                               |
| 4   | Cuenca      | Conquense, Quintanar del Rey, San Clemente y Tarancón                  |
| 3   | Albacete    | Atlético Albacete, Huracán de Balazote y Villarrobledo                 |
| 2   | Guadalajara | Azuqueca y Marchamalo                                                  |

## Clasificación
| Pos. | Equipo                            | Pts. | PJ | G  | E  | P  | GF | GC | Dif. |                                                                |
| ---- | --------------------------------- | ---- | -- | -- | -- | -- | -- | -- | ---- | -------------------------------------------------------------- |
| 1    | U. B. Conquense (A, C)            | 73   | 34 | 21 | 10 | 3  | 57 | 18 | +39  | Ascenso a Segunda Federación y Copa del Rey                    |
| 2    | C. D. Cazalegas                   | 59   | 34 | 17 | 8  | 9  | 48 | 35 | +13  | Acceso a Promoción de Ascenso a Segunda Federación y Copa RFEF |
| 3    | C. D. Toledo                      | 58   | 34 | 16 | 10 | 8  | 47 | 25 | +22  | Play-Offs Ascenso a Segunda Federación                         |
| 4    | U. D. Socuéllamos C. F.           | 58   | 34 | 15 | 13 | 6  | 48 | 28 | +20  | Play-Offs Ascenso a Segunda Federación                         |
| 5    | C. D. Quintanar del Rey           | 57   | 34 | 16 | 9  | 9  | 46 | 29 | +17  | Play-Offs Ascenso a Segunda Federación                         |
| 6    | Calvo Sotelo de Puertollano C. F. | 56   | 34 | 15 | 11 | 8  | 48 | 33 | +15  |                                                                |
| 7    | Villarrubia C. F.                 | 55   | 34 | 15 | 10 | 9  | 36 | 31 | +5   |                                                                |
| 8    | C. D. Tarancón                    | 47   | 34 | 11 | 14 | 9  | 38 | 31 | +7   |                                                                |
| 9    | Atlético Albacete                 | 46   | 34 | 12 | 10 | 12 | 47 | 49 | −2   |                                                                |
| 10   | C. D. Azuqueca                    | 41   | 34 | 10 | 11 | 13 | 40 | 46 | −6   |                                                                |
| 11   | C. D. Villacañas                  | 41   | 34 | 10 | 11 | 13 | 34 | 36 | −2   |                                                                |
| 12   | C. P. Villarrobledo               | 41   | 34 | 10 | 11 | 13 | 28 | 37 | −9   |                                                                |
| 13   | C. D. Marchamalo                  | 39   | 34 | 10 | 9  | 15 | 27 | 38 | −11  |                                                                |
| 14   | C. D. Huracán de Balazote         | 39   | 34 | 8  | 15 | 11 | 35 | 47 | −12  |                                                                |
| 15   | C. F. La Solana (D)               | 39   | 34 | 10 | 9  | 15 | 34 | 39 | −5   | Descenso a Primera Autonómica Preferente                       |
| 16   | C. D. Torrijos (D)                | 28   | 34 | 5  | 13 | 16 | 23 | 45 | −22  | Descenso a Primera Autonómica Preferente                       |
| 17   | C. D. Atlético Tomelloso (D)      | 26   | 34 | 5  | 11 | 18 | 24 | 55 | −31  | Descenso a Primera Autonómica Preferente                       |
| 18   | A. D. San Clemente (D)            | 19   | 34 | 4  | 7  | 23 | 28 | 66 | −38  | Descenso a Primera Autonómica Preferente                       |

Actualizado a los partidos jugados el 24 de mayo de 2024.
 Fuente: Resultados Fútbol

## Resultados
| Local \ Visitante                 | ATA | ATT | AZU | CAL | CAZ | CON | HUR | LAS | MAR | QUI | SAN | SOC | TAR | TOL | TOR | VIL | VRO | VRU |
| --------------------------------- | --- | --- | --- | --- | --- | --- | --- | --- | --- | --- | --- | --- | --- | --- | --- | --- | --- | --- |
| Atlético Albacete                 | —   | 2–0 | 1–2 | 2–0 | 1–1 | 2–2 | 0–2 | 0–2 | 1–1 | 2–2 | 1–1 | 1–0 | 3–3 | 1–0 | 3–3 | 3–1 | 2–0 | 2–3 |
| C. D. Atlético Tomelloso          | 0–2 | —   | 0–1 | 1–3 | 0–2 | 1–1 | 2–0 | 1–1 | 0–2 | 1–0 | 2–2 | 1–1 | 2–2 | 0–2 | 2–1 | 1–0 | 0–1 | 0–3 |
| C. D. Azuqueca                    | 2–0 | 1–1 | —   | 1–1 | 3–4 | 0–2 | 1–1 | 4–2 | 3–0 | 0–0 | 2–0 | 2–2 | 1–2 | 0–2 | 3–0 | 1–1 | 1–0 | 1–2 |
| Calvo Sotelo de Puertollano C. F. | 4–1 | 1–0 | 4–2 | —   | 1–0 | 2–0 | 1–1 | 1–1 | 4–0 | 0–2 | 5–0 | 1–1 | 1–1 | 2–0 | 2–1 | 2–0 | 2–0 | 0–0 |
| C. D. Cazalegas                   | 4–0 | 1–1 | 2–0 | 2–0 | —   | 1–0 | 2–0 | 2–0 | 3–0 | 2–1 | 1–0 | 0–3 | 1–3 | 0–3 | 1–0 | 1–1 | 2–0 | 0–2 |
| U. B. Conquense                   | 2–0 | 1–0 | 4–0 | 0–0 | 4–1 | —   | 2–0 | 3–1 | 1–0 | 1–0 | 4–1 | 3–1 | 3–0 | 1–0 | 3–0 | 1–1 | 3–0 | 1–0 |
| C. D. Huracán de Balazote         | 1–3 | 3–3 | 2–0 | 2–2 | 1–1 | 0–1 | —   | 3–2 | 2–1 | 0–0 | 1–1 | 2–2 | 0–4 | 0–0 | 1–2 | 2–1 | 0–0 | 2–2 |
| C. F. La Solana                   | 2–0 | 3–1 | 2–0 | 1–0 | 0–1 | 0–0 | 0–1 | —   | 0–3 | 0–0 | 0–1 | 0–2 | 1–1 | 1–0 | 2–1 | 0–0 | 0–1 | 0–0 |
| C. D. Marchamalo                  | 1–0 | 0–1 | 0–0 | 1–1 | 0–0 | 0–2 | 1–0 | 1–0 | —   | 2–1 | 4–1 | 0–0 | 0–2 | 0–0 | 2–0 | 1–1 | 0–1 | 1–2 |
| C. D. Quintanar del Rey           | 2–1 | 4–1 | 1–1 | 4–0 | 2–2 | 1–1 | 2–2 | 0–2 | 1–0 | —   | 2–1 | 0–1 | 1–0 | 1–1 | 2–1 | 2–0 | 3–0 | 4–1 |
| A. D. San Clemente                | 1–2 | 4–0 | 1–2 | 1–1 | 0–3 | 1–2 | 0–1 | 1–3 | 0–2 | 0–2 | —   | 1–1 | 1–2 | 3–0 | 0–1 | 0–0 | 0–1 | 1–1 |
| U. D. Socuéllamos C. F.           | 0–2 | 3–0 | 2–1 | 2–1 | 2–1 | 2–1 | 5–1 | 2–1 | 3–0 | 1–0 | 5–1 | —   | 1–0 | 2–2 | 1–1 | 0–1 | 3–2 | 0–0 |
| C. D. Tarancón                    | 2–2 | 1–1 | 0–0 | 1–2 | 2–4 | 0–0 | 1–1 | 0–1 | 0–0 | 0–1 | 3–0 | 0–0 | —   | 1–0 | 0–2 | 2–0 | 1–0 | 0–1 |
| C. D. Toledo                      | 1–1 | 3–0 | 2–0 | 3–2 | 0–2 | 0–1 | 1–1 | 1–1 | 4–0 | 3–0 | 4–1 | 0–0 | 0–0 | —   | 2–0 | 2–1 | 1–0 | 3–0 |
| C. D. Torrijos                    | 0–2 | 0–0 | 0–0 | 3–2 | 1–1 | 0–4 | 0–0 | 3–2 | 0–3 | 0–1 | 3–0 | 0–0 | 0–0 | 2–4 | —   | 0–0 | 0–0 | 0–0 |
| C. D. Villacañas                  | 1–3 | 0–0 | 0–1 | 0–1 | 3–0 | 1–1 | 2–0 | 3–2 | 2–0 | 0–2 | 3–0 | 1–0 | 0–1 | 0–1 | 1–0 | —   | 3–2 | 2–0 |
| C. P. Villarrobledo               | 1–1 | 2–1 | 2–2 | 2–0 | 0–0 | 1–1 | 1–0 | 1–1 | 1–1 | 0–1 | 2–1 | 0–0 | 0–2 | 1–1 | 3–1 | 2–2 | —   | 1–0 |
| Villarrubia C. F.                 | 2–0 | 2–0 | 3–2 | 0–1 | 1–0 | 1–1 | 1–2 | 1–0 | 1–0 | 2–1 | 0–2 | 1–0 | 1–1 | 0–1 | 0–0 | 2–2 | 1–0 | —   |

## Play Off de Ascenso a Segunda Federación
|  | Semifinales                                          | Semifinales                                          | Semifinales                                          | Semifinales                                          | Semifinales                                          |   |    | Final                                                | Final                                                | Final                                                | Final                                                | Final                                                |  |
|  | 19 de mayo de 2024 (ida) 26 de mayo de 2024 (vuelta) | 19 de mayo de 2024 (ida) 26 de mayo de 2024 (vuelta) | 19 de mayo de 2024 (ida) 26 de mayo de 2024 (vuelta) | 19 de mayo de 2024 (ida) 26 de mayo de 2024 (vuelta) | 19 de mayo de 2024 (ida) 26 de mayo de 2024 (vuelta) |   |    | 2 de junio de 2024 (ida) 9 de junio de 2024 (vuelta) | 2 de junio de 2024 (ida) 9 de junio de 2024 (vuelta) | 2 de junio de 2024 (ida) 9 de junio de 2024 (vuelta) | 2 de junio de 2024 (ida) 9 de junio de 2024 (vuelta) | 2 de junio de 2024 (ida) 9 de junio de 2024 (vuelta) |  |
|  |                                                      |                                                      |                                                      |                                                      |                                                      |   |    |                                                      |                                                      |                                                      |                                                      |                                                      |  |
|  |                                                      |                                                      |                                                      |                                                      |                                                      |   |    |                                                      |                                                      |                                                      |                                                      |                                                      |  |
|  | 5º                                                   | C. D. Quintanar del Rey                              | 2                                                    | 2                                                    | 4                                                    |   |    |                                                      |                                                      |                                                      |                                                      |                                                      |  |
|  | 5º                                                   | C. D. Quintanar del Rey                              | 2                                                    | 2                                                    | 4                                                    |   |    |                                                      |                                                      |                                                      |                                                      |                                                      |  |
|  | 2º                                                   | C. D. Cazalegas                                      | 0                                                    | 1                                                    | 1                                                    |   |    |                                                      |                                                      |                                                      |                                                      |                                                      |  |
|  | 2º                                                   | C. D. Cazalegas                                      | 0                                                    | 1                                                    | 1                                                    |   | 5º | C. D. Quintanar del Rey                              | 1                                                    | 1                                                    | 2                                                    |                                                      |  |
|  |                                                      |                                                      |                                                      |                                                      |                                                      |   | 5º | C. D. Quintanar del Rey                              | 1                                                    | 1                                                    | 2                                                    |                                                      |  |
|  |                                                      |                                                      | 3º                                                   | C. D. Toledo                                         | 0                                                    | 2 | 2  |                                                      |                                                      |                                                      |                                                      |                                                      |  |
|  | 4º                                                   | U. D. Socuéllamos C. F.                              | 3º                                                   | C. D. Toledo                                         | 0                                                    | 2 | 2  | 1                                                    | 0                                                    | 1                                                    |                                                      |                                                      |  |
|  | 4º                                                   | U. D. Socuéllamos C. F.                              |                                                      |                                                      |                                                      |   |    | 1                                                    | 0                                                    | 1                                                    |                                                      |                                                      |  |
|  | 3º                                                   | C. D. Toledo                                         | 2                                                    | 2                                                    | 4                                                    |   |    |                                                      |                                                      |                                                      |                                                      |                                                      |  |
|  | 3º                                                   | C. D. Toledo                                         | 2                                                    | 2                                                    | 4                                                    |   |    |                                                      |                                                      |                                                      |                                                      |                                                      |  |
|  |                                                      |                                                      |                                                      |                                                      |                                                      |   |    |                                                      |                                                      |                                                      |                                                      |                                                      |  |